# つくば市立作岡小学校
つくば市立作岡小学校（つくばしりつ さくおかしょうがっこう）は、茨城県つくば市作谷にあった公立小学校。つくば市立筑波西中学校及び他の2小学校とともに、つくば百合ケ丘学園を構成していた。
つくば紫峰学園とつくば百合ヶ丘学園を構成する7小学校2中学校を統合した秀峰筑波義務教育学校がつくば市役所筑波庁舎の跡地に設置され、2018年（平成30年）3月31日に閉校した。

## 概要
つくば市の北西部に位置する。

## 沿革
- 1876年（明治9年）10月1日 - 作岡小学校設立[1]。
- 1914年（大正3年）4月10日 - 作岡尋常小学校と改称[1]。
- 1926年（大正15年）9月1日 - 現在地に移転完了[1]。
- 1941年（昭和16年）4月1日作岡国民学校と改称[1]。
- 1947年（昭和22年）4月1日 - 作岡小学校と改称[1]。
- 1956年（昭和31年）10月1日 - 筑波町立作岡小学校と改称[1]。
- 1988年（昭和63年）1月31日 - つくば市立作岡小学校と改称[1]。
- 2018年（平成30年）3月31日 - 閉校。

## 学区
作谷・安食・寺具・明石。

## 進学
- つくば市立筑波西中学校